# 출동! 원더펫

출동! 원더펫의 로고

《출동! 원더펫》(영어: Wonder Pets!)은 니켈로디언(Nickelodeon)과 리틀 에어플레인 스튜디오(Little Airplane Studios)가 만든 미국의 애니메이션이다. 대한민국에서는 EBS와 니켈로디언에서 방송하였다. 2024년 12월에 출동! 원더펫: 도시 대모험이라는 제목으로 리뉴얼되었다.

## 줄거리
시골학교에서 학생들이 자리를 비울 때마다 슈퍼히어로 팀으로 변신하는 세 마리의 애완동물(기니피그 리니, 오리 밍밍, 거북 턱, 토끼 올리)이 등장한다. 각 에피소드에서 세 동물은 위험에 빠진 아기 동물을 구하기 위해 비행선을 타고 모험을 떠난다.

## 프로그램 제작과 역사
출동! 원더펫은 리틀 에어플레인 스튜디오의 이전 쇼인 Oobi를 개발하는 동안 조시 셀리그가 시즌 1의 마무리 파티를 위해 두 개의 단편을 만들면서 브레인스토밍되었다. 이 단편는 "기니피그 리니"로 알려졌는데, 리틀 에어플레인의 직원들은 그것을 너무나 좋아해서 셀리그가 니켈로디언에 단편을 홍보하기를 원했다. 셀리그는 결국 그렇게 했고, 니켈로디언은 이 프로젝트를 장편 시리즈로 제작했다. 이 단편은 2004년 닉 주니어 웹사이트를 통해 대중에게 공개되었고, 앞으로 다가올 일에 대한 파일럿 역할을 했다. 개발 과정에서 오리 밍밍과 거북 턱이 추가되어 원더펫으로 알려진 영웅 팀을 만들었다. 출동! 원더펫의 첫 에피소드는 2006년 3월 3일 노긴과 니켈로디언의 닉 주니어 블록에서 방영되었다. 시즌 1과 2가 니켈로디언에서 처음 방영되었지만 시즌 3의 마지막 6개 에피소드는 닉 주니어 채널에서 독점적으로 방영되었다.

## 등장인물

### 출동! 원더펫
- 리니 (Linny the Guinea Pig)
- 턱 (Turtle Tuck)
- 밍밍 (Ming-Ming Duckling)
- 올리 (Ollie the Bunny)
- 벅 사촌 (Cousin Buck)
- 기니 할머니 (Granny Ginny)
- 위니 할머니 (Granny Winny)
- 외계인 (Visitor)
- 아기꿀벌 (Little Bee)
- 민달팽이 (Little Slug)
- 일레노어 숙모 (Aunt Eleanora)
- 마빈 (Marvin)
- 오미 (Omie)
- 올리오 (Olio)

### 출동! 원더펫: 도시 대모험
- 이지 (Izzy the Guinea Pig)
- 테이트 (Tate the Snake)
- 주리 (Zuri the Rabbit)